# 霍爾博瓦
48°12′36″N 26°10′18″E / 48.21000°N 26.17167°E
霍爾博瓦（烏克蘭語：Горбова）是位於烏克蘭西南部的村莊，由切爾諾夫策州切爾諾夫策區的奧斯特里察市鎮負責管轄。該村海拔高度155米，2001年人口2,969，96%居民使用羅馬尼亞語。